# Kenneth Connor
Kenneth Connor (ur. 6 czerwca 1916 w Londynie, zm. 28 listopada 1993 tamże) – brytyjski aktor, występował w roli przedsiębiorcy pogrzebowego Monsieur Alfonse’a w serialu komediowym ’Allo ’Allo!.

## Życiorys
Po raz pierwszy wystąpił na scenie jako dwuletnie dziecko, a w wieku 11 lat regularnie grywał już własny numer estradowy. W okresie międzywojennym ukończył szkołę teatralną, a w czasie II wojny światowej walczył we Włoszech, biorąc m.in. udział w zajmowaniu Rzymu. Po powrocie do cywila stał się wziętym aktorem, początkowo znanym przede wszystkim z ról w słuchowiskach radiowych. W 1958 zagrał w pierwszym filmie z cyklu Cała naprzód. Była to seria niskobudżetowych i niezbyt wyszukanych, lecz bardzo popularnych komedii. W ciągu kolejnych 20 lat wystąpił w 17 filmach z tego cyklu, często w głównych rolach, zyskując dzięki temu sporą rozpoznawalność. To właśnie z tej części swojej kariery jest dziś najlepiej pamiętany w Wielkiej Brytanii.
Równocześnie w latach 70. wrócił do aktywnej pracy na londyńskich scenach teatralnych i w radiu, a od początku lat 80. także w telewizji. Jego specjalnością stały się wówczas role bardzo zabawnych starszych panów. W drugiej połowie lat 80. równocześnie grał w dwóch serialach Davida Crofta, kreując skrajnie odmienne postacie. Alphonse z ’Allo ’Allo! był niezwykle eleganckim i dystyngowanym, zamożnym przedsiębiorcą. Z kolei Sammy Morris z Hi-de-Hi! stanowił typ zaniedbanego, wręcz obleśnego kloszarda. Connor gościnnie pojawiał się także w innych popularnych serialach, m.in. Czarnej Żmii (jako osiemnastowieczny aktor w serii 3) i Pan wzywał, milordzie? (jako austriacki psychiatra w serii 2).
Pracował nieprzerwanie do końca życia – po raz ostatni wyszedł na scenę teatralną dwa dni przed śmiercią, a jego ostatnia rola telewizyjna, którą zagrał w serialu Pamiętniki Sherlocka Holmesa, ujrzała światło dzienne ponad miesiąc po jego śmierci. Zmarł na raka jesienią 1993. Pozostawił syna i troje wnucząt (cała trójka ma za sobą występy jako aktorzy dziecięcy). Na dwa lata przed śmiercią otrzymał z rąk Elżbiety II Order Imperium Brytyjskiego V klasy (MBE), przyznany w uznaniu zasług dla brytyjskiej kultury.